# Whispering Willows
Whispering Willows (deutsch: Flüsternde Weiden) ist ein Adventure des unabhängigen Entwicklerstudios Night Light Interactive. Es wurde ab Mai 2014 für verschiedene PCs und Konsolen veröffentlicht.

## Handlung
Die junge Elena Elkhorn begibt sich auf die Suche nach ihrem vermissten Vater und enthüllt die Geheimnisse des Willows Anwesens. Sie bekommt Unterstützung durch ihren einzigartigen Anhänger, den sie von ihrem Vater bekommen hat und der ihr ermöglicht, eine astrale Projektion von sich in der Geisterwelt zu erschaffen und mit den Toten zu kommunizieren.

### Charaktere
- Elena Elkhorn

Die Protagonistin, die ihren Vater retten möchte.
- John Elkhorn

Elenas vermisster Vater und Vorfahre des Kwantako-Stamms.
- Wortham Willows

Der Antagonist. Er war der Bürgermeister der Stadt und hat nach einem Weg gesucht, seine verstorbene Frau wiederzubeleben.
- Flying Hawk

Ein Schamane, der ein friedliches Treffen mit den weißen Männern vereinbaren wollte.
- Darby O’Halloran

Ein alter Freund von Wortham. Er wird von einem kleinen Mädchen heimgesucht, das er einst tötete.
- Fleur le Rue

Worthams geheime Liebesaffäre.

## Spielprinzip und Technik
Der Spieler übernimmt die Kontrolle von Elena Elkhorn, die ihren Vater retten möchte. Mit ihrem Anhänger kann sie auf ihre schamanischen Kräfte zugreifen; sie ist in der Lage, ihren Körper zu verlassen und erkundet die Welt in Geisterform. So kann sie durch Lücken in Wänden fliegen und neue Orte erreichen. Der Spieler kann auch Besitz von bestimmten Objekten ergreifen, zum Beispiel von Hebeln, um die Umgebung zu beeinflussen. Im Spiel findet der Spieler Notizen von Geistern, welche neue Dinge enthüllen. Um in dem Spiel voranzukommen, muss der Spieler Gegenstände finden und sie mit bestimmten Objekten verwenden.

## Produktionsnotizen
Das Spiel wurde über die Crowdfunding-Plattform Kickstarter finanziert. Mit 750 Unterstützern und 20.747 US-Dollar überschritt das Spiel das Ziel von 15.000 US-Dollar. Michael Johnson erstellte einen Realfilm-Trailer für die Veröffentlichung des Spiels. Skyler Davenport synchronisierte einige Zeilen für die Rolle der Elena.

## Rezeption
Jeremy Peeples von Hardcore Gamer gab dem Spiel 3,5 von 5 Stern und sagte, dass „Whispering Willows’ langsames Tempo nicht für jeden ist, aber es funktioniert in dem Spiel. Das Ziel des Spiels ist es, einen ständig zu erschrecken, und das gelingt durch eine dunkle Welt, eine gruselige Atmosphäre und effektives Sounddesign.“
Fist Full Of Potions vergab eine positive Rezension und sagte: „Insgesamt ist Whispering Willows eine unterhaltsame Reise und eine umwerfende noch dazu. Es hat es weit gebracht von der ursprünglichen Game Jam Version und hat eine tiefere Geschichte abgeliefert als erwartet. Obwohl die Rätsel simpel sind, ist es das Spielen wert.“
Das Spiel gewann die SIGC (Seattle Indie Gaming Competition) im Jahr 2014. Es gewann außerdem den OUYA CREATE Game Jam für das „umfassendste Spiel“ und war Finalist in den Kategorien „Hauptpreis“ und „beste Grafiken“. Das Spiel wurde 2013 für die Captivate Conference Game Design Competition nominiert und gewann den Cerebral Indie Developer Grant.